# Ельничное сельское поселение
Ельничное се́льское поселе́ние — муниципальное образование в Седельниковском районе Омской области Российской Федерации.
Административный центр — село Ельничное.

## История
Статус и границы сельского поселения установлены Законом Омской области от 30 июля 2004 года № 548-ОЗ «О границах и статусе муниципальных образований Омской области».

## Население
| 2010 | 2011 | 2012 | 2013 | 2014 | 2015 | 2016 |
| ---- | ---- | ---- | ---- | ---- | ---- | ---- |
| 312  | →312 | ↘300 | ↘282 | ↘269 | ↘256 | ↘238 |
| 2017 | 2018 | 2019 | 2020 | 2021 | 2023 |      |
| ↘230 | ↘222 | ↘202 | ↘194 | ↘140 | ↘124 |      |

## Состав сельского поселения
| № | Населённый пункт | Тип населённого пункта       | Население |
| - | ---------------- | ---------------------------- | --------- |
| 1 | Елизарово        | деревня                      | ↘73       |
| 2 | Ельничное        | село, административный центр | ↘239      |

### упразднённые населённые пункты
Нижние Тунгузы — деревня, исключена из учётных данных в 1999 г.